# NHK 히로사키 지국
NHK 히로사키 지국(弘前 支局)은 아오모리현 히로사키시에 있는 NHK 아오모리 방송국의 지국 중 하나로 히로사키·쓰가루지역을 취재구역으로 삼고있다.

## 연혁
- 1937년 - 히로사키 방송국이 히로사키시에 준공
- 1938년 2월 21일 - 방송 개시.개국당시 출력은 50w였다.
- 1938년 5월 29일 - 300W방송기를 사용하면서 정식으로 개국했다.
- 1950년 4월 25일 - 라디오 제2방송 개시.
- 1975년 - 아나운서, 프로그램 제작 스탭이 아오모리 방송국으로 이관된다.
- 1978년 - 개국 40주년을 기념하여 갤러리 NHK 오픈.
- 1988년 7월- 히로사키 방송국에서 히로사키 지국으로 격하.

## 라디오 주파수
- 라디오 제1방송 846kHz 500W JORG(현재 콜사인은 폐지)
- 라디오 제2방송 1467kHz 500W JORC(현재 콜사인은 폐지)